# Lijst van voetbalinterlands Nieuw-Zeeland - Salomonseilanden
Deze lijst van voetbalinterlands is een overzicht van alle officiële voetbalwedstrijden tussen de nationale teams van Nieuw-Zeeland en de Salomonseilanden. De landen hebben tot op heden veertien keer tegen elkaar gespeeld. De eerste ontmoeting was een wedstrijd tijdens de OFC Nations Cup 1980 op 29 februari 1980 in Nouméa (Nieuw-Caledonië). Het laatste duel, een groepswedstrijd tijdens de OFC Nations Cup 2024, vond plaats op 18 juni 2024 in Port Vila (Vanuatu).

## Wedstrijden
| №  | Plaats       | Datum             | Competitie           | Wedstrijd                        | Uitslag |
| -- | ------------ | ----------------- | -------------------- | -------------------------------- | ------- |
| 1  | Nouméa       | 29 februari 1980  | OFC Nations Cup 1980 | Nieuw-Zeeland − Salomonseilanden | 6 − 1   |
| 2  | Papeete      | 25 juni 2000      | OFC Nations Cup 2000 | Nieuw-Zeeland − Salomonseilanden | 2 − 0   |
| 3  | Auckland     | 11 juni 2001      | WK 2002 kwalificatie | Salomonseilanden − Nieuw-Zeeland | 1 − 5   |
| 4  | Auckland     | 9 juli 2002       | OFC Nations Cup 2002 | Nieuw-Zeeland − Salomonseilanden | 6 − 1   |
| 5  | Adelaide     | 31 mei 2004       | WK 2006 kwalificatie | Nieuw-Zeeland − Salomonseilanden | 3 − 0   |
| 6  | Honiara      | 6 juni 2012       | WK 2014 kwalificatie | Nieuw-Zeeland − Salomonseilanden | 1 − 1   |
| 7  | Honiara      | 10 juni 2012      | WK 2014 kwalificatie | Salomonseilanden − Nieuw-Zeeland | 3 − 4   |
| 8  | Auckland     | 11 september 2012 | WK 2014 kwalificatie | Nieuw-Zeeland − Salomonseilanden | 6 − 1   |
| 9  | Honiara      | 26 maart 2013     | WK 2014 kwalificatie | Salomonseilanden − Nieuw-Zeeland | 0 − 2   |
| 10 | Port Moresby | 4 juni 2016       | WK 2018 kwalificatie | Nieuw-Zeeland − Salomonseilanden | 1 − 0   |
| 11 | Auckland     | 1 september 2017  | WK 2018 kwalificatie | Nieuw-Zeeland − Salomonseilanden | 6 − 1   |
| 12 | Honiara      | 5 september 2017  | WK 2018 kwalificatie | Salomonseilanden − Nieuw-Zeeland | 2 − 2   |
| 13 | Doha         | 30 maart 2022     | WK 2022 kwalificatie | Salomonseilanden − Nieuw-Zeeland | 0 − 5   |
| 14 | Port Vila    | 18 juni 2024      | OFC Nations Cup 2024 | Nieuw-Zeeland − Salomonseilanden | 3 − 0   |

## Samenvatting
| Competitie      | Totaal gespeeld | Winst Nieuw-Zeeland | Gelijk | Winst Salomonseil. | Doelsaldo Nieuw-Zeeland – Salomonseil. |
| --------------- | --------------- | ------------------- | ------ | ------------------ | -------------------------------------- |
| WK-kwalificatie | 10              | 8                   | 2      | 0                  | 35 − 9                                 |
| OFC Nations Cup | 4               | 4                   | 0      | 0                  | 17 − 2                                 |
| Totaal          | 14              | 12                  | 2      | 0                  | 52 − 11                                |

NZF · A-internationals · Bondscoaches · Statistieken · N-Zeelands vrouwenelftal · Olympisch elftal · N-Zeeland U21 · N-Zeeland U20 · N-Zeeland U19 · N-Zeeland U18 · N-Zeeland U17
1920 – 1949 ·
1950 – 1959 ·
1960 – 1969 ·
1970 – 1979 ·
1980 – 1989 ·
1990 – 1999 ·
2000 – 2009 ·
2010 – 2019 ·
2020 − 2029
WK 1982 ·
WK 2010
OS 2008 ·
OS 2012 ·
OS 2020
1922 · 
1923 · 
1924 · 
1925–1926 ·
1927 · 
1928–1932 ·
1933 · 
1934–1935 ·
1936 · 
1937 · 
1938–1945 ·
1946 · 
1947 · 
1948 · 
1949–1950 ·
1951 · 
1952 · 
1953 ·
1954 · 
1955 · 
1956 ·
1957 · 
1958 · 
1959 · 
1960 · 
1961 · 
1962 · 
1963 ·
1964 · 
1965–1966 ·
1967 · 
1968 · 
1969 · 
1970 · 
1971 · 
1972 · 
1973 · 
1975 · 
1976 · 
1977 · 
1978 · 
1979 · 
1980 · 
1981 · 
1982 · 
1983 · 
1984 · 
1985 · 
1986 · 
1987 · 
1988 · 
1989 · 
1990 · 
1991 · 
1992 · 
1993 · 
1994 · 
1995 · 
1996 · 
1997 · 
1998 · 
1999 · 
2000 · 
2001 · 
2002 · 
2003 · 
2004 · 
2005 · 
2006 · 
2007 · 
2008 · 
2009 · 
2010 · 
2011 · 
2012 · 
2013 ·
2014 ·
2015 ·
2016 ·
2017 ·
2018 ·
2019 ·
2020 ·
2021 ·
2022 ·
2023 ·
2024
Australië ·
Bahrein ·
Botswana ·
Brazilië ·
Canada ·
Chili ·
China ·
Colombia ·
Congo-Kinshasa ·
Cookeilanden ·
Costa Rica ·
Curaçao ·
Duitsland ·
Egypte ·
El Salvador ·
Engeland ·
Estland ·
Fiji ·
Frankrijk ·
Gambia ·
Georgië ·
Ghana ·
Griekenland ·
Honduras ·
Hongarije ·
Ierland ·
India ·
Indonesië ·
Irak ·
Iran ·
Israël ·
Italië ·
Jamaica ·
Japan ·
Jordanië ·
Kenia ·
Koeweit ·
Libanon ·
Litouwen ·
Maleisië ·
Marokko ·
Mexico ·
Myanmar ·
Nieuw-Caledonië ·
Noord-Ierland ·
Noorwegen ·
Oezbekistan ·
Oman ·
Papoea-Nieuw-Guinea ·
Paraguay ·
Peru ·
Polen ·
Portugal ·
Qatar ·
Rusland ·
Salomonseilanden ·
Samoa ·
Saoedi-Arabië ·
Schotland ·
Servië ·
Singapore ·
Slovenië ·
Slowakije ·
Soedan ·
Sovjet-Unie ·
Spanje ·
Tahiti ·
Taiwan ·
Tanzania ·
Thailand ·
Trinidad en Tobago ·
Tunesië ·
Turkije ·
Uruguay ·
Vanuatu ·
Venezuela ·
Verenigde Arabische Emiraten ·
Verenigde Staten ·
Wales ·
Wit-Rusland ·
Zuid-Afrika ·
Zuid-Korea ·
Zuid-Vietnam ·
Zweden
Italië (2010) ·
Schotland (1982) · 
Slowakije (2010)
SIFF · 
Salomonseilands vrouwenelftal
Interlands
Tegenstander:
Amerikaans-Samoa ·
Australië ·
Cookeilanden ·
Fiji ·
Guam ·
Hongkong ·
Macau ·
Maleisië ·
Nieuw-Caledonië ·
Nieuw-Zeeland ·
Papoea-Nieuw-Guinea ·
Samoa ·
Singapore ·
Taiwan ·
Tahiti ·
Tonga ·
Vanuatu